# Limnephilus flavastellus
Limnephilus flavastellus là một loài Trichoptera trong họ Limnephilidae. Chúng phân bố ở miền Tân bắc.